# Rugarama (Gatsibo)
Rugarama (Kinyarwanda Umurenge wa Rugarama) ist einer von 14 Sektoren im Distrikt Gatsibo in der Ostprovinz von Ruanda.

## Geographie
Rugarama hat eine Fläche von 75,51 km² und liegt auf einer Höhe von etwa 1480 m. Der Sektor unterteilt sich in die fünf Zellen Bugarama, Kanyangese, Matare, Matunguru und Remera. Nachbarsektoren sind im Nordosten Rwimbogo, im Osten Murundi, im Süden Kiziguro, im Westen Remera und im Nordwesten Gitoki.

## Bevölkerung
Zur Volkszählung von 2022 betrug die Einwohnerzahl 49.442 Einwohner. Zehn Jahre zuvor waren es 37.029, was einem jährlichen Bevölkerungszuwachs von 2,9 Prozent zwischen 2012 und 2022 entspricht.

## Verkehr
Durch den Sektor verläuft in Nord-Südrichtung die asphaltierte Nationalstraße 24.